# Vicente Moriones Belzunegui
Vicente Moriones Belzunegui (Sangüesa, Navarra, 1913 - Bilbao, 1970) fou un militant anarquista navarrès. Exiliat després de la Guerra Civil, a França va participar en la II Guerra Mundial en les activitats del Grup Ponzán, integrat a la xarxa d'evasions de Pat O'Leary, per la qual cosa va ser detingut per les forces d'ocupació nazis, internat a Vernet d'Arièja i deportat amb el nom fals de Valeriano Martínez, al camp de Buchenwald (Alemanya).
Després del final de la Guerra Mundial va tornar a Espanya i a l'activitat militant en la clandestinitat. El 1947 va ser detingut i condemnat a 40 anys de presó. Va romandre empresonat 18 anys, quedant en llibertat el 1963. Quan va morir el 1970 era Secretari de la CNT del Nord.